# Iulia Caesaris (i. e. 130)
Idősebb Iulia Caesaris (körülbelül i. e. 130 – i. e. 69) Caius Iulius Caesar és Martia Regina leánya, testvére III. Caesarnak és Sextus Iulius Caesarnak. Idősebb melléknevét az indokolja, hogy testvérének, III. Caesarnak és unokaöccsének, IV. Caesarnak (a leghíresebb Caesar) leánya is azonos nevet viselt.
I. e. 110 körül feleségül ment Caius Mariushoz, ezért az irodalom néha Iulia Maria néven is említi. Közös gyermekük Caius Marius.
Plutarkhosz szerint Marius feleségválasztása tisztán politikai-hatalmi indíttatású volt. Iuliára mint erényes és odaadó asszonyra emlékeznek. Halála alkalmából unokaöccse Caius Iulius Caesar mondott gyászbeszédet, aki leányát is róla nevezte el.

## Fordítás
- Ez a szócikk részben vagy egészben  a   Julia Caesaris című angol Wikipédia-szócikk fordításán alapul.  Az eredeti cikk szerkesztőit annak laptörténete sorolja fel. Ez a jelzés csupán a megfogalmazás eredetét és a szerzői jogokat jelzi, nem szolgál a cikkben szereplő információk forrásmegjelöléseként.

1. ↑  Digital Prosopography of the Roman Republic (angol nyelven). (Hozzáférés: 2021. június 29.)
2. ↑  Oxford Classical Dictionary. Oxford University Press, 1949 (Hozzáférés: 2023. április 26.)
3. ↑  http://www.strachan.dk/family/iulius_patrician.htm
4. ↑  Digital Prosopography of the Roman Republic (angol nyelven). (Hozzáférés: 2021. június 10.)
5. ↑  Digital Prosopography of the Roman Republic (angol nyelven). (Hozzáférés: 2021. június 10.)